# Championnat du Kazakhstan de football de deuxième division
La Birinchi Liga (en kazakh : Бірінші лига) est la deuxième division de football au Kazakhstan. Créé en 1994, le championnat est géré par la Fédération du Kazakhstan de football et se compose de 18 équipes qui s'affrontent en matchs aller et retour au sein d'une poule unique. En fin de saison, les 3 premiers montent en première division tandis que les 3 derniers sont relégués en championnat de troisième division.

## Palmarès
| Saison | Clubs                   | Champion(s)                                                        | Autre(s) promu(s)                                              |
| ------ | ----------------------- | ------------------------------------------------------------------ | -------------------------------------------------------------- |
| 1994   | 11                      | Mounaïshi Aqtaw                                                    | Kaïnar Taldykourgan                                            |
| 1995   | 13                      | Kaysar Kyzylorda                                                   | Ienbek Jezqazğan (ru) Kokche Kökşetaw                          |
| 1996   | Championnat non disputé | Championnat non disputé                                            | Championnat non disputé                                        |
| 1997   | 9                       | Ferro Aktobe                                                       | Ouralets Oural Nacha Kampania Akmola (ru)                      |
| 1998   | 6                       | Tomiris Chimkent                                                   | Kaïrat Almaty Iesil Petropavl Jetyssou-Promsevris Taldykourgan |
| 1999   | 8                       | Dinamo Chimkent                                                    | —                                                              |
| 2000   | 7                       | FK Aktobe-Lento                                                    | Manguistau Aqtaw Akjaïyk Atyraou                               |
| 2001   | 8                       | Tomiris Chimkent                                                   | —                                                              |
| 2002   | 7                       | Ekibastouzets Ekibastouz                                           | Batys Oural Dostyk Chimkent FK Taraz Jetyssou Taldykourgan     |
| 2003   | 23                      | Khimik Stepnogorsk (ru) (Nord-Est) Yassi Chimkent (en) (Sud-Ouest) | Tsesna Almaty                                                  |
| 2004   | 26                      | Bolat Temirtaw (en)                                                | —                                                              |
| 2005   | 26                      | Energetik Pavlodar (Nord-Est) Kaysar Kyzylorda (Sud-Ouest)         | —                                                              |
| 2006   | 27                      | Avangard Petropavl (Nord-Est) Jetyssou Taldykourgan (Sud-Ouest)    | —                                                              |
| 2007   | 27                      | Kazakhmys Satpaïev                                                 | Megasport Almaty Energetik Pavlodar                            |
| 2008   | 14                      | Kazakhmys Satpaïev                                                 | FK Taraz                                                       |
| 2009   | 14                      | Kaïrat Almaty                                                      | Akjaïyk Oural                                                  |
| 2010   | 18                      | Vostok Öskemen                                                     | Kaysar Kyzylorda                                               |
| 2011   | 18                      | Sunkar Kaskelen (en)                                               | Okjetpes Kökşetaw Akjaïyk Oural                                |
| 2012   | 16                      | FK Ile-Saulet                                                      | Vostok Öskemen                                                 |
| 2013   | 18                      | Kaysar Kyzylorda                                                   | Spartak Semeï                                                  |
| 2014   | 15                      | Okjetpes Kökşetaw                                                  | —                                                              |
| 2015   | 13                      | Akjaïyk Oural                                                      | —                                                              |
| 2016   | 10                      | Kaysar Kyzylorda                                                   | —                                                              |
| 2017   | 9                       | Jetyssou Taldykourgan                                              | Kyzyljar Petropavl                                             |
| 2018   | 12                      | Okjetpes Kökşetaw                                                  | FK Taraz                                                       |
| 2019   | 14                      | Kyzyljar Petropavl                                                 | Kaspiy Aqtaw                                                   |
| 2020   | 14                      | FK Aktobe (Conférence 1) FK Atyraou (Conférence 2)                 | Turan Turkestan (en) Akjaïyk Oural                             |
| 2021   | 12                      | FK Aksou (ru)                                                      | FK Maktaaral (en)                                              |
| 2022   | 14                      | FK Okjetpes Kökşetaw                                               | FK Kaysar Kyzylorda                                            |
| 2023   | 15                      | FK Yelimay Semeï                                                   | FC Turan                                                       |

1. ↑  Malgré son titre de champion en 1997, le Ferro Aktobe n'est pas promu en première division à l'issue de la saison.
2. ↑  Aucun club n'est promu à l'issue de la saison 1999.
3. ↑  Aucun club n'est promu à l'issue de la saison 2001.
4. ↑  Le Khimik Stepnogorsk n'est pas promu à l'issue de la saison 2003.
5. ↑  L'Avangard Petropavl n'est pas promu à l'issue de la saison 2006.
6. ↑  Malgré son titre de champion en 2007, le Kazakhmys Satpaïev n'est pas promu en première division à l'issue de la saison.
7. ↑  Malgré son titre de champion en 2012, le FK Ile-Saulet n'est pas promu en première division à l'issue de la saison.

## Clubs participant à l'édition 2020
| Club                    | Présent depuis | Classement 2019 |
| ----------------------- | -------------- | --------------- |
| FK Atyraou              | 2020           | 11e (D1)        |
| FK Aktobe               | 2020           | 12e (D1)        |
| Akjaïyk Oural           | 2019           | 3e              |
| Altaï Öskemen           | 2018           | 4e              |
| Jetyssou-2 Taldykourgan | 2018           | 5e              |
| FK Maktaaral            | 2017           | 6e              |
| Kaïrat-Jastar           | 2017           | 7e              |
| FK Baïkonour            | 2015           | 8e              |
| Akademia Ontoustik      | 2019           | 9e              |
| Kyran Chimkent          | 2011           | 10e             |
| Chakhtior Bolat         | 2008           | 11e             |
| FK Ekibastouz           | 2009           | 12e             |
| FK Astana-Jas           | 2019           | 13e             |
| SDIouSChOR № 8          | 2020           | 1er (D3)        |
| FK Arys                 | 2020           | 2e (D3)         |